# مايكل جيفري (سياسي)
مايكل جيفري هو ضابط وسياسي أسترالي، ولد في 12 ديسمبر 1937 في ويلونا ‏ في أستراليا. انتخب محامي أرض الوطن ‏ (23 أكتوبر 2012 – 31 أغسطس 2020) وانتخب الحاكم العام لأستراليا (11 أغسطس 2003 – 5 سبتمبر 2008) وانتخب حاكم أستراليا الغربية ‏ (1 نوفمبر 1993 – 17 أغسطس 2000).